# Apiomerus
Apiomerus is een geslacht van wantsen uit de familie van de Reduviidae (Roofwantsen). Het geslacht werd voor het eerst wetenschappelijk beschreven door Carl Wilhelm Hahn in 1831.

## Soorten
Het genus bevat de volgende soorten:

- Apiomerus amazonus Stål, 1872
- Apiomerus anonymus Dispons, 1971
- Apiomerus apicalis Burmeister, 1835
- Apiomerus arnaui Costa Lima, Campos Seabra & Hathaway, 1951
- Apiomerus ater Costa Lima, Campos Seabra & Hathaway, 1951
- Apiomerus auratus Distant, 1903
- Apiomerus bahianus Wygodzinzky, 1953
- Apiomerus barbiellinii Costa Lima, Campos Seabra & Hathaway, 1951
- Apiomerus barrocoloradoi Forero, Berniker & Szerlip, 2010
- Apiomerus beckeri Costa Lima, Campos Seabra & Hathaway, 1952
- Apiomerus bicoloripes Stål, 1858
- Apiomerus binotatus Champion, 1899
- Apiomerus bolivari Costa Lima, Campos Seabra & Hathaway, 1951
- Apiomerus bosqi Costa Lima, Campos Seabra & Hathaway, 1952
- Apiomerus brachycephalus Costa Lima, Campos Seabra & Hathaway, 1951
- Apiomerus burmeisteri (Guérin-Méneville, 1857)
- Apiomerus californicus Berniker & Szerlip in Berniker et al., 2011
- Apiomerus carbonarius Costa Lima, Campos Seabra & Hathaway, 1951
- Apiomerus carvalhoi Costa Lima, Campos Seabra & Hathaway, 1951
- Apiomerus catharinensis Costa Lima, Campos Seabra & Hathaway, 1951
- Apiomerus cazieri Berniker & Szerlip in Berniker et al., 2011
- Apiomerus cearensis Costa Lima, Campos Seabra & Hathaway, 1951
- Apiomerus chinai Costa Lima, Campos Seabra & Hathaway, 1951
- Apiomerus circummaculatus Stål, 1860
- Apiomerus claripennis Costa Lima, Campos Seabra & Hathaway, 1951
- Apiomerus coccineus (Perty, 1834)
- Apiomerus colombianus Costa Lima, Glrrlpos Seabra & Hathaway, 1951
- Apiomerus cooremani Lima, Seabra & Hathaway, 1951
- Apiomerus costai Gil-Santana & Milano, 2007
- Apiomerus costalimai Prosen & Martínez, 1955
- Apiomerus crassipes (Fabricius, 1803)
- Apiomerus decorus Walker, 1873
- Apiomerus duckei Costa Lima, Campos Seabra & Hathaway, 1951
- Apiomerus elatus Stål, 1862
- Apiomerus elegans Distant, 1903
- Apiomerus emarginatus Stål, 1872
- Apiomerus erythromelas Blanchard, 1840
- Apiomerus evanidus Distant, 1903
- Apiomerus flavipennis Herrich-Schaeffer, 1848
- Apiomerus flaviventris Herrich-Schaeffer, 1846
- Apiomerus flochi Costa Lima, Campos Seabra & Hathaway, 1951
- Apiomerus floridensis Berniker & Szerlip in Berniker et al., 2011
- Apiomerus fritzi Prosen, Carcavallo & Martínez, 1959
- Apiomerus fritzi Prosen, Carcavallo & Mart▒nez, 1959
- Apiomerus gallegoi Costa Lima, Campos Seabra & Hathaway, 1951
- Apiomerus garbei Costa Lima, Campos Seabra & Hathaway, 1951
- Apiomerus geniculatus Erichson, 1848
- Apiomerus goncalvesi Costa Lima, Campos Seabra & Hathaway, 1952
- Apiomerus guatemalensis Dispons, 1971
- Apiomerus guevarai Costa Lima, Campos Seabra & Hathaway, 1951
- Apiomerus hagmanni Costa Lima, Campos Seabra & Hathaway, 1951
- Apiomerus heckeri Costa Lima, Campos Seabra & Hathaway, 1952
- Apiomerus hempeli Costa Lima, Campos Seabra & Hathaway, 1951
- Apiomerus hirtipes (Fabricius, 1787)
- Apiomerus immundus Bergroth, 1898
- Apiomerus langei Costa Lima, Campos Seabra & Hathaway, 1951
- Apiomerus lanipes (Fabricius, 1803)
- Apiomerus lituratus Stål, 1872
- Apiomerus lobulatus Breddin, 1904
- Apiomerus longipes Costa Lima, Campos Seabra & Hathaway, 1951
- Apiomerus longispinis Champion, 1899
- Apiomerus luctuosus Costa Lima, Campos Seabra & Hathaway, 1951
- Apiomerus lugubris Costa Lima, Campos Seabra & Hathaway, 1951
- Apiomerus luteoventralis Costa Lima, Campos Seabra & Hathaway, 1951
- Apiomerus lutzi Costa Lima, Campos Seabra & Hathaway, 1951
- Apiomerus maya Dispons, 1971
- Apiomerus mayi Costa Lima, Campos Seabra & Hathaway, 1951
- Apiomerus membranaceus (Gmelin, 1788)
- Apiomerus mendesi Costa Lima, Campos Seabra & Hathaway, 1951
- Apiomerus moestus Stål, 1862
- Apiomerus montanus Berniker & Szerlip in Berniker et al., 2011
- Apiomerus montei Costa Lima, Campos Seabra & Hathaway, 1951
- Apiomerus moreirai Costa Lima, Campos Seabra & Hathaway, 1951
- Apiomerus mutabilis Costa Lima, Campos Seabra & Hathaway, 1951
- Apiomerus navajasi Prosen, Martínez & Carcavallo, 1962
- Apiomerus nigricollis Stål, 1860
- Apiomerus nigrilobus Stål, 1872
- Apiomerus nitidicollis Stål, 1872
- Apiomerus oberthuri Distant, 1880
- Apiomerus obesus Costa Lima, Campos Seabra & Hathaway, 1951
- Apiomerus obscurus Costa Lima, Campos Seabra & Hathaway, 1951
- Apiomerus ochropterus Stål, 1855
- Apiomerus orfilai Costa Lima & Mendes, 1952
- Apiomerus paraguayensis Costa Lima, Campos Seabra & Hathaway, 1951
- Apiomerus parkoi Costa Lima, Campos Seabra & Hathaway, 1951
- Apiomerus peninsularis Berniker & Szerlip in Berniker et al., 2011
- Apiomerus peruvianus Costa Lima, Campos Seahra & Hathaway, 1951
- Apiomerus pessoai Costa Lima, Campos Seabra & Hathaway, 1951
- Apiomerus pictipes Herrich-Schaeffer, 1846
- Apiomerus pilipes Fabricius, 1787
- Apiomerus pinheiroi Costa Lima, Campos Seahra & Hathaway, 1951
- Apiomerus pipil Dispons, 1971
- Apiomerus repletus Uhler, 1876
- Apiomerus riograndensis Buckup, 1957
- Apiomerus rosenbergi Costa Lima, Campos Seabra & Hathaway, 1951
- Apiomerus rubricornis Costa Lima, Campos Seabra & Hathaway, 1951
- Apiomerus rubrocinctus Herrich-Schaeffer, 1848
- Apiomerus rufipennis (Fallou, 1889)
- Apiomerus rutilans Dispons, 1971
- Apiomerus saileri Costa Lima, Campos Seabra & Hathaway, 1951
- Apiomerus sanguineomaculatus Blanchard, 1846
- Apiomerus scriptus Distant, 1846
- Apiomerus shannoni Costa Lima, Campos Seabra & Hathaway, 1951
- Apiomerus signatus Costa Lima, Campos Seabra & Hathaway, 1951
- Apiomerus spissipes Say, 1825
- Apiomerus subpiceus Stål, 1862
- Apiomerus surinamensis Costa Lima, Campos Seabra & Hathaway, 1951
- Apiomerus tarsalis Walker, 1873
- Apiomerus tejerai Costa Lima, Campos Seahra & Hathaway, 1951
- Apiomerus tristis Champion, 1899
- Apiomerus vallejosae Carcavallo, Martínez & Prosen, 1964
- Apiomerus velazcoi Prosen, Carcavallo & Martínez, 1959
- Apiomerus venezuelensis Costa Lima, Campos Seabra & Hathaway, 1951
- Apiomerus venosus Stål, 1872
- Apiomerus venustus Dispons, 1971
- Apiomerus vexillarius Champion, 1899
- Apiomerus willineri Carcavallo, Martínez & Prosen, 1964
- Apiomerus wygodzinskyi Berniker & Szerlip in Berniker et al., 2011
- Apiomerus zikani Costa Lima, Campos Seabra & Hathaway, 1951